# Aphonie
L'aphonie est une extinction complète de la voix, la communication se réduisant alors à un chuchotement ou au silence. En présence de lésions bénignes ou malignes, un traitement spécifique (chirurgie, radiothérapie, chimiothérapie) est mis en œuvre. Le repos vocal est une mesure thérapeutique essentielle pour permettre la récupération des cordes vocales affectées.
L'aphonie est à distinguer de la dysphonie, qui est une modification de la voix sans extinction complète de celle-ci et de l'aphasie, un trouble du langage qui affecte, définitivement ou provisoirement, la capacité d'une personne à parler (et parfois aussi à comprendre le langage oral, lire ou écrire). Elle résulte d'une lésion dans les aires du cerveau responsables du langage, ou peut se produire suite à un choc psychologique, un traumatisme physique ou une crise autistique de type meltdown ou shutdown,.

## Causes et mécanismes physiopathologiques
Parmi les causes possibles ou fréquentes d'aphonie figurent,, :
- l'inflammation aiguë, souvent sous forme d'un laryngite aiguë, et alors d'origine virale (plus rarement bactérienne ayant causé une inflammation et un œdème des cordes vocales, les empêchant de vibrer correctement ;
- le surmenage vocal, après des actions telles que crier, hurler, parler fort et longtemps, chanter intensivement... si ces actions ont traumatisé les cordes vocales, entraînant des lésions bénignes comme des nodules ou des polypes, ou un hématome (coup de fouet laryngien) qui inhibe leur vibration ;
- une exposition chronique à des irritants (tabac, alcool) à des vapeurs toxiques, ou au reflux gastro-œsophagien (RGO) peut entraîner une inflammation chronique du larynx et une altération des cordes vocales ;
- causes neurologiques affectant les nerfs contrôlant la mobilité du larynx et des cordes vocales. Une paralysie laryngée, uni- ou bilatérale peut être induite par un accident vasculaire cérébral, certaines maladies neurodégénératives (comme la maladie de Parkinson ou la sclérose en plaques), de traumatismes ou de complications chirurgicales (notamment de la thyroïde ou du cou) ;
- trauma faisant suite à une intubation trachéale ; accidents ou blessures directes au larynx ayant affecté les cordes vocales ;
- tumeurs : des tumeurs bénignes (papillomatose laryngée) ou malignes (cancer du larynx) peuvent affecter la mobilité ou la structure des cordes vocales, conduisant à l'aphonie ;
- certaines causes dites psychogènes (aphonie psychogène sans lésion organique, souvent liée à des facteurs psychologiques tels qu'un stress intense, un choc émotionnel ou un traumatisme psychologique. Les cordes vocales sont structurellement intactes mais ne fonctionnent pas correctement en raison d'une inhibition fonctionnelle. Le début est souvent brutal et l'évolution capricieuse.

## Diagnostic de l'aphonie
il repose sur l'anamnèse, l'examen clinique et souvent une visualisation directe des cordes vocales (laryngoscopie). Des examens complémentaires comme la tomodensitométrie (TDM), l'imagerie par résonance magnétique (IRM) ou des tests thyroïdiens peuvent être nécessaires pour en déterminer la cause sous-jacente.

## Traitement
Le traitement de l'aphonie dépend de sa cause.

Pour les causes aiguës et bénignes comme la laryngite, le repos vocal strict et l'hydratation sont les principales recommandations. L'humidification de l'air ambiant et l'évitement des irritants (tabac, alcool) sont également conseillés. Les antibiotiques sont rarement utiles, la plupart des laryngites étant virales. En cas de paralysie des cordes vocales, certaines procédures chirurgicales (médialisation vocale) sont envisageables pour rapprocher la corde vocale paralysée afin d'améliorer la qualité de la voix. Pour l'aphonie psychogène, une prise en charge psychologique et des séances d'orthophonie sont souvent nécessaires,,.